# Pic de Bertagne
Le pic de Bertagne (en occitan provençal : Bauç de Bertanha selon la norme classique et Baus de Bertagno selon la norme mistralienne) est le point culminant des Bouches-du-Rhône. Le  sommet culmine à 1 042 m d'altitude. Il fait partie du massif de la Sainte-Baume.
Il est visible dans une grande partie du sud des départements des Bouches-du-Rhône et du Var. Il est situé sur la commune de Gémenos.
Une route carrossable et goudronnée monte sur la crête du massif et rend ainsi l'ascension à vélo du pic de Bertagne possible. Elle s'arrête devant une zone radar de l'aviation civile à environ 1 020 m d'altitude.

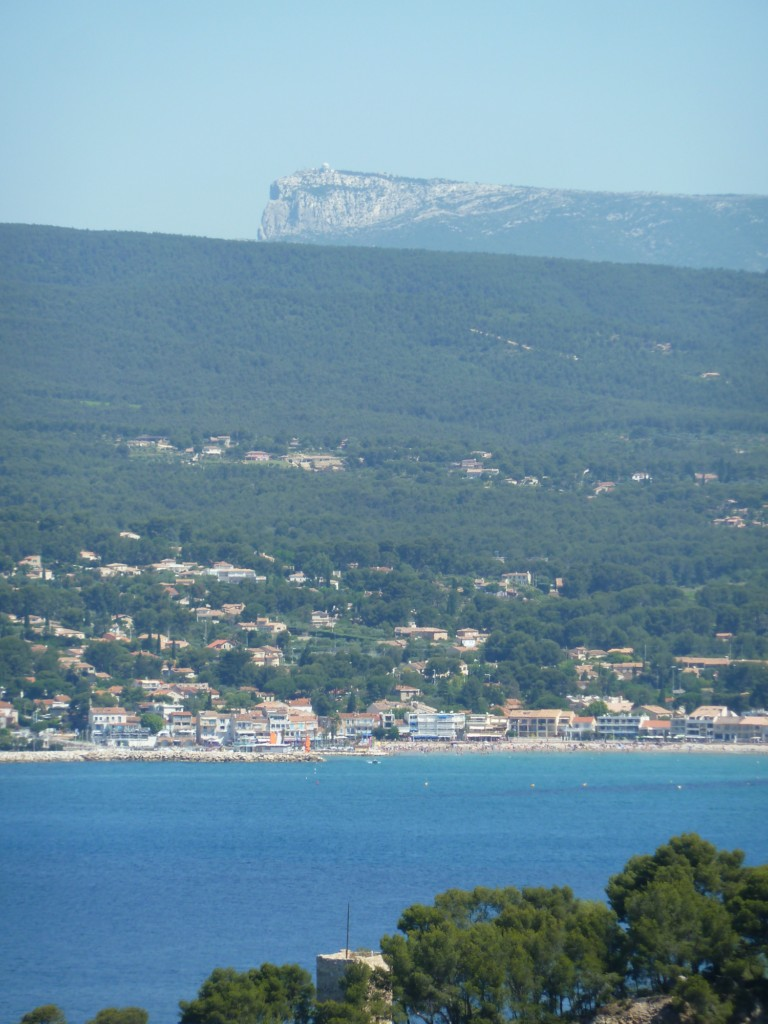
Vue du pic de Bertagne et de Saint-Cyr-les-Lecques depuis La Madrague.
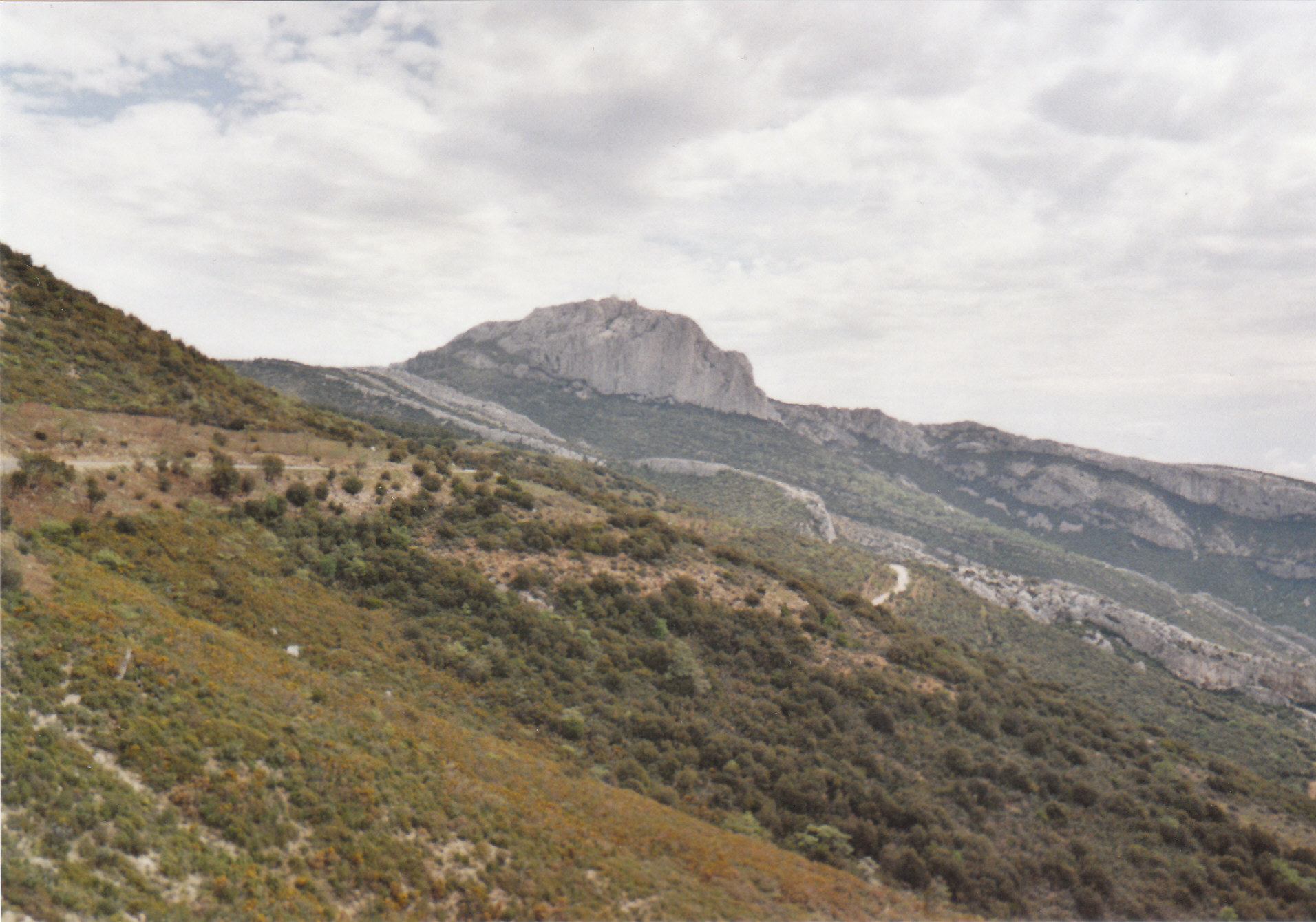
Vue du pic de Bertagne depuis le col de l'Espigoulier.

## Station radar

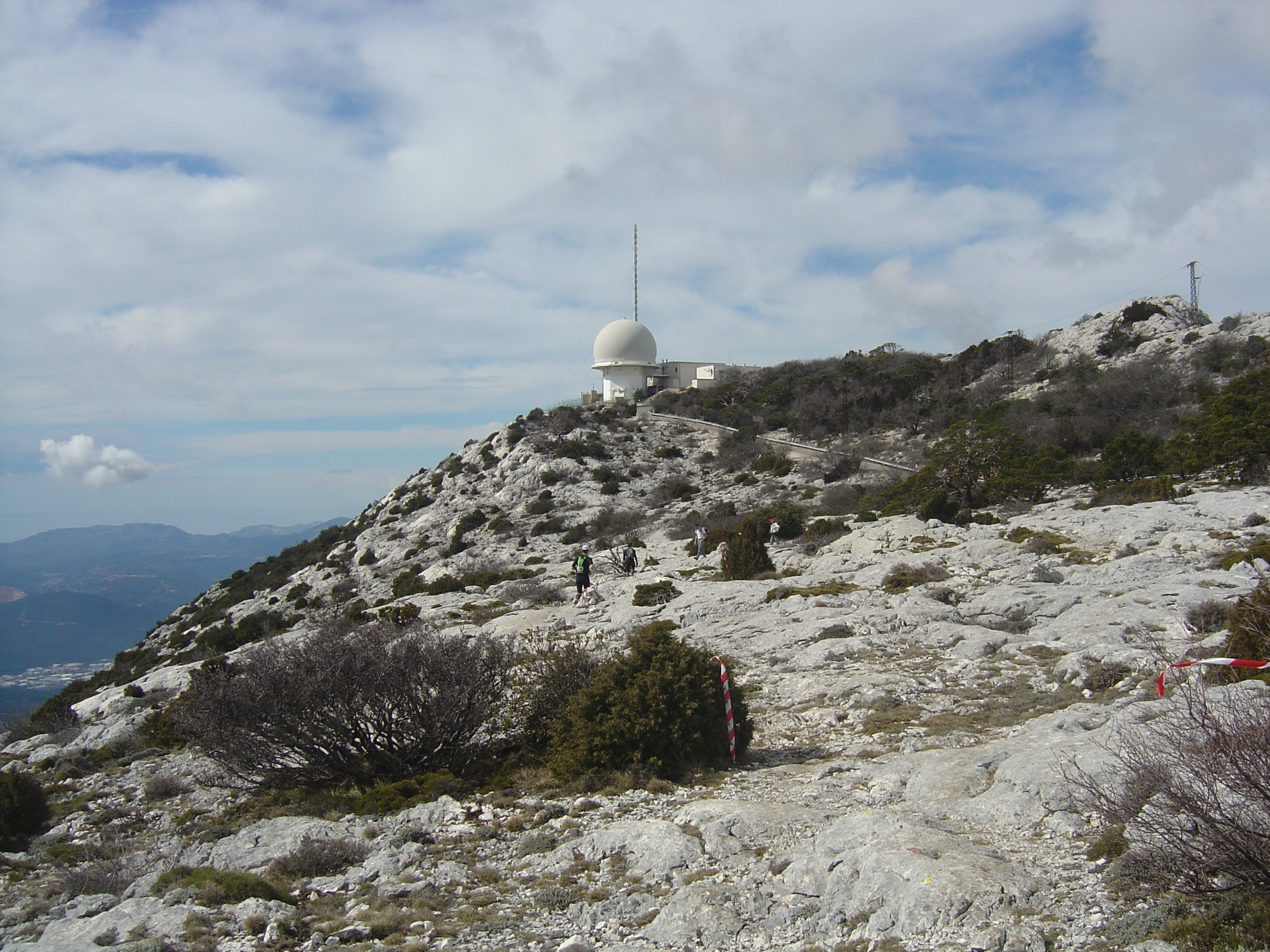
Sommet du pic de Bertagne et radar de l'aviation civile.

Au sommet du pic, a été implantée une station radar et radio dite station de la Sainte-Baume qui dépend du centre en route de la navigation aérienne sud-est implanté à Aix-en-Provence.